# Biała plamistość liści gruszy

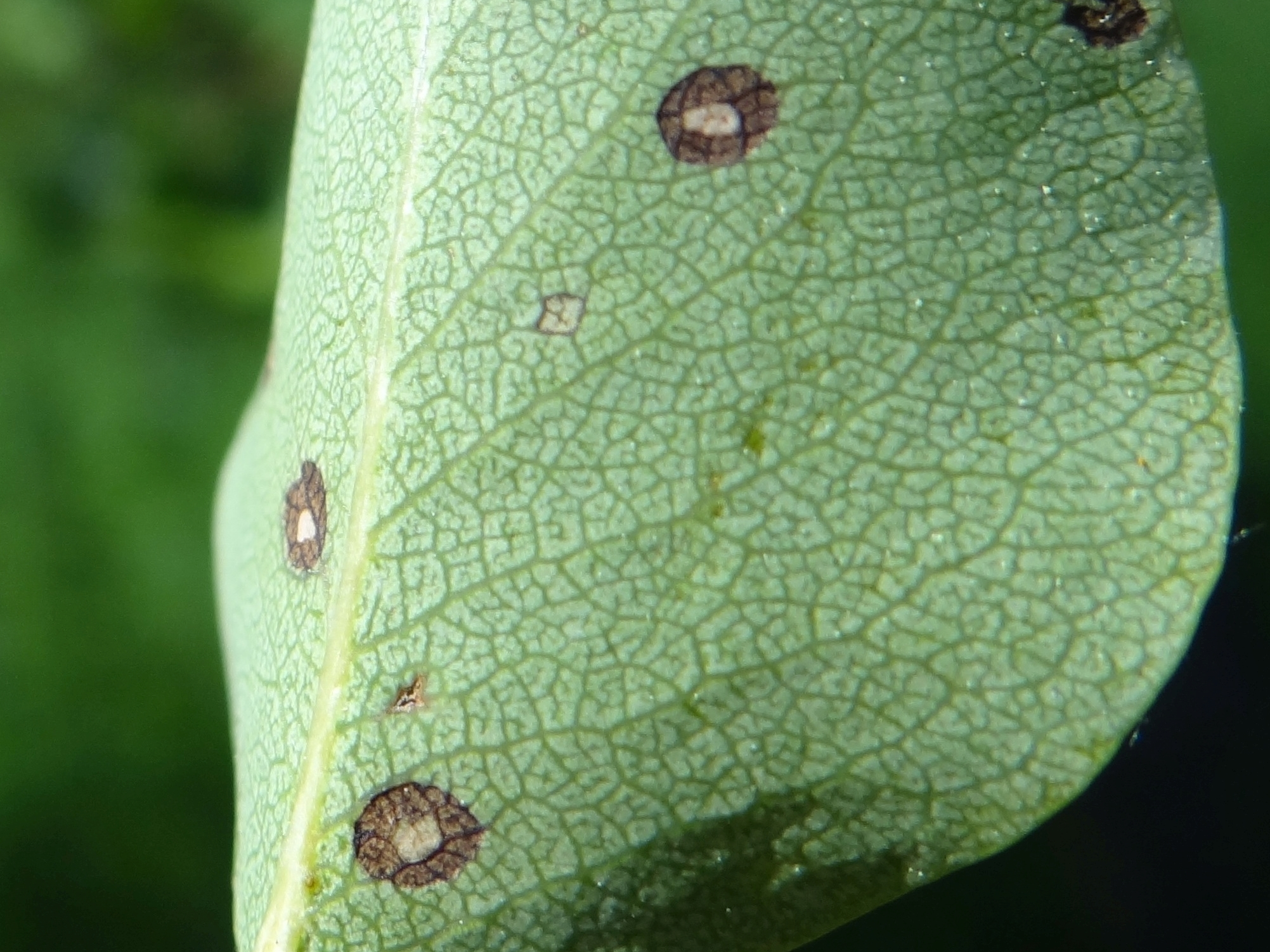
Objawy na dolnej stronie liścia gruszy

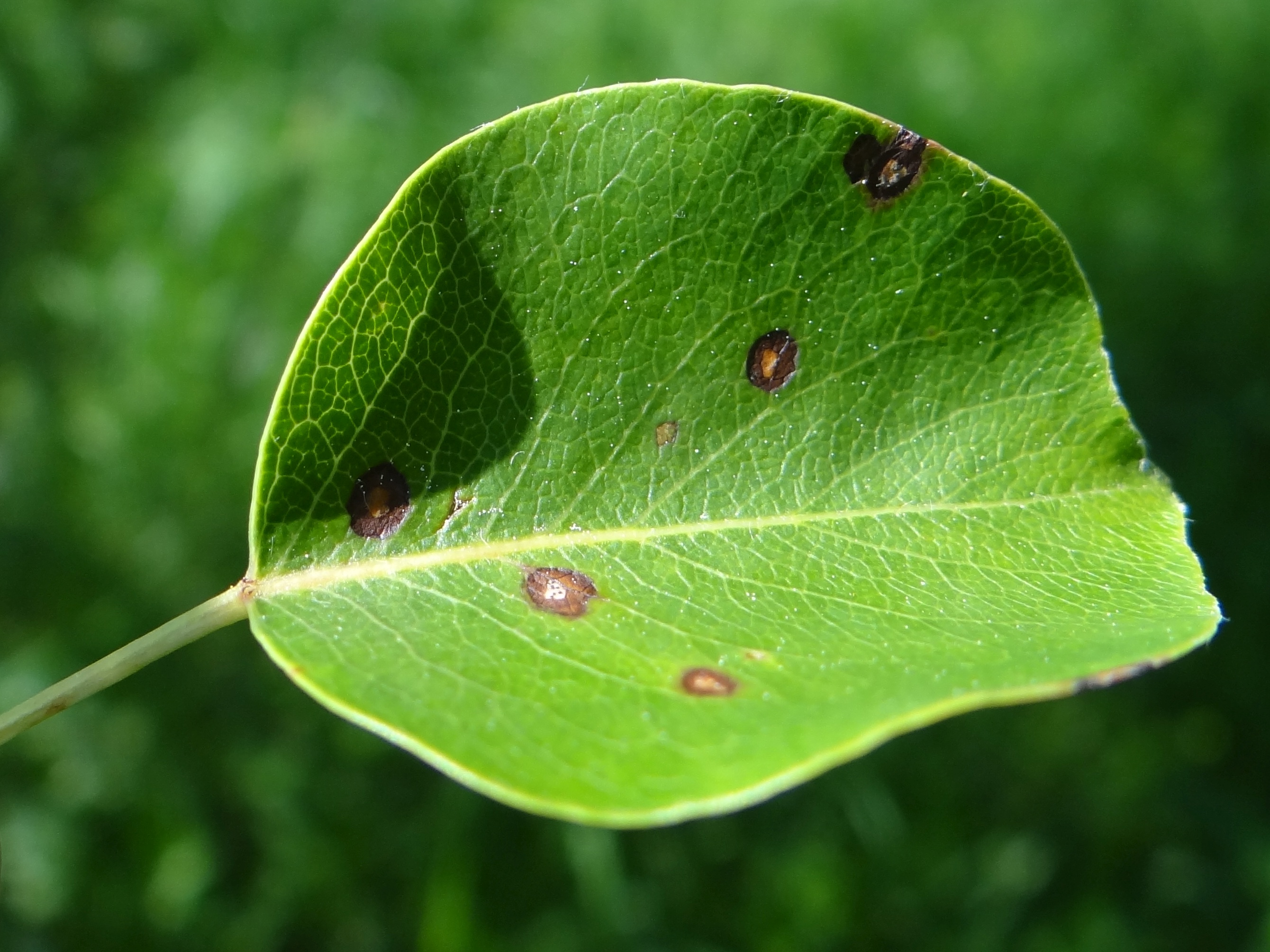
Objawy na górnej stronie liścia gruszy

Biała plamistość liści gruszy lub septorioza gruszy (ang. ashy leaf spot of pear, fruit spot of pear, leaf spot of pear) – grzybowa choroba gruszy wywołana przez Mycosphaerella pyri.

## Objawy
Patogen atakuje głównie liście, powodując na nich plamistość liści. Plamy zazwyczaj są eliptyczne lub okrągłe, czasami wielokątne, o średnicy 1–5 mm, ograniczone nerwami liścia. Początkowo są w całości brązowe z ciemnobrązową obwódką, potem ich środek staje się kolejno szarobrązowy, jasnoszary i w końcu białawy. Czasami sąsiednie plamy łączą się z sobą tworząc duże, nieregularne, brązowe plamy. U odmian wrażliwych (np. Lukasówka, Faworytka), niewielkie plamy o średnicy do 3 mm tworzą się również na owocach.

## Rozwój choroby
Przezimowuje grzybnia patogenu na porażonych, opadłych liściach. Wiosną wytwarza ona owocniki stadium płciowego – pseudotecja, w których powstają askospory, dokonujące infekcji pierwotnej. Optymalna temperatura ich kiełkowania wynosi 23 °C. Wytwarzanie askospor trwa od kwietnia do czerwca, sam zaś proces ich sporulacji jest krótki – trwa kilka dni podczas deszczowej pogody. Przenoszone przez wiatr infekują liście gruszy. Okres inkubacji trwa 14 dni. Na porażonych liściach grusz w pyknidiach wytwarzane są zarodniki konidialne dokonujące infekcji wtórnych i rozprzestrzeniające chorobę.

## Ochrona
Zabiegi stosowane przeciwko parchowi gruszy są skuteczne także przeciwko septoriozie gruszy. W zakresie agrotechniki są to:
- staranne cięcie i prześwietlanie koron drzew, które ułatwia zabiegi chemiczne oraz zapewnia szybsze wysychanie liści co zapobiega zakażeniu.
- niszczenie źródeł infekcji, czyli usuwanie opadłych liści, dzięki czemu infekcja jest słabsza i opóźniona w czasie.
- odpowiednie nawożenie zapewniające roślinom składniki do właściwego wzrostu, uodporniania się na infekcję oraz łatwiejszej regeneracji[4].

Podstawową metodą zwalczania zarówno parcha gruszy, jak i białej plamistości liści jest jednak opryskiwanie przy użyciu fungicydów. Preparaty stosowane do zwalczania choroby dobiera się według aktualnego Programu Ochrony Roślin Sadowniczych. Skuteczność zwalczania zależna jest przede wszystkim od terminu wykonania zabiegu, starannego jego wykonania przy pomocy sprawnego sprzętu oraz warunków pogodowych.
Jeśli nie prowadzi się zwalczania parcha gruszy, septoriozę gruszy należy chemicznie zwalczać poczynając od kwitnienia do czerwcowego opadania zawiązków. Stosuje się fungicydy benzymidazolowe, ftalimidowe i miedziowe.